# Drăgoteni, Bihor
Drăgoteni este un sat în comuna Remetea din județul Bihor, Crișana, România.

## Denominație și datare documentară
1552 Dragotha, 1692 Dragotyan, Dragutta, 1828 Dragotyán, 1913 Drágota
 Acest articol despre o localitate din județul Bihor este deocamdată un ciot. Puteți ajuta Wikipedia prin completarea lui.